# Jurij Andrejewitsch Wassiljew

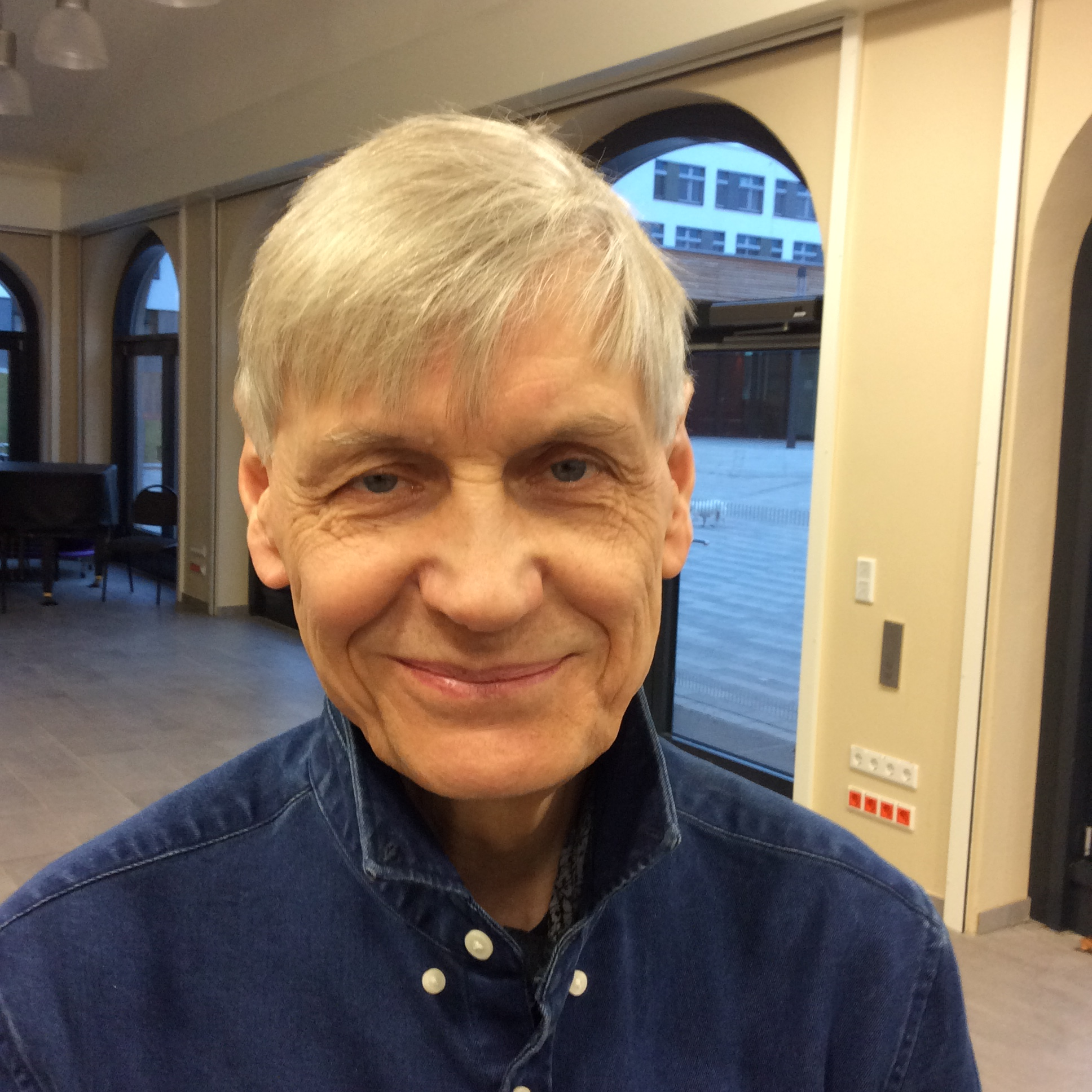
Jurij Andrejewitsch Wassiljev

Jurij A. Vasiljev (Юрий A. Васильев), geschrieben auch Juri Andrejewitsch Wassiljew (* 26. Mai 1947 in Leningrad, UdSSR), ist ein russischer Theaterpädagoge, Schauspieler und Regisseur.

## Leben und Wirken
Jurij Vasiljev wurde als Sohn von Serafima  und  Andrej  Vasiljev geboren. 1962 nahm er eine Arbeit in der Leningrader Papier-Spinnerei-Fabrik „Wiedergeburt“ auf. Parallel bildete er sich bei der Mittlere-Abend-Arbeiter-Bildungsschule Nr. 64 weiter. Ab 1968 studierte er an der  Staatlichen Leningrader Hochschule für Theater, Musik und Kinematographie und schloss sein Studium 1972 als Schauspieler für Sprechbühne und Film ab. Vasiljev wirkte ein Jahr lang als Schauspieler am A.S. Puschkin-Schauspielhaus in Pskow und wurde dann zum Militärdienst bei den Streitkräften der UdSSR einberufen. Ab 1975 lehrte er im Rahmen der Aspirantur (Doktorand) an der Staatlichen Leningrader Hochschule für Theater, Musik und Kinematographie (der heutigen Staatlichen Akademie der Bühnenkünste St. Petersburg). Er promovierte 1983 mit einer Arbeit zum Thema Bühnensprechen im Kontext der russischen Theaterschule.
1987 wurde er Associated Professor und 2001 Professor an der Staatlichen Akademie der Bühnenkünste St. Petersburg. Ab 1989 lehrte er an verschiedenen Schauspielschulen und Universitäten in Europa und in Asien. 2006 wurde er ordentliches Mitglied der Petrovksij Akademie der Wissenschaften und Künste. 2019 übernahm er die künstlerische Leitung bei der Jurij-Vasiljev-Akademie in Waldheim, Sachsen.
Im Zuge seiner Lehrtätigkeit  arbeitete Vasiljev an einer Methode, Stimme und Sprechen  mit dem  menschlichen Wesen in seiner Physis und Psyche, in seiner Vorstellungskraft und Weltbezogenheit in Einklang zu bringen und so in ihrer Natürlichkeit und Ausdrucksfähigkeit zu vervollkommnen. Er entwickelte so im Laufe von 30 Jahren ein ganzheitliches Stimm-, Sprech - und Schauspieltraining, das ActingSpeech Training, auch bekannt als „Jurij Vasiljev Methode“.
Vasiljev führte Regie bei über 70 Inszenierungen in Russland, Europa und Asien.
Er ist Autor von 28 Fachbüchern und diversen Fachartikeln und zwei auf Deutsch erschienenen Monographien: „Imagination – Bewegung – Stimme“ (2000) und  „E(Stimme) =  m(Bewegung) mal  v(Atem)“ (2002). Einige seiner Bücher wurden in mehrere Sprachen übersetzt, darunter auch Mandarin.

## Werke
Monographien
- Jurij A. Vasiljev: Imagination - Bewegung - Stimme. Variationen für ein Training. Hrsg.: Tomas Ondrusek. 2. Auflage. Urban Verlag, Trstenice 2008, ISBN 3-00-006439-7.
- Jurij A. Vasiljev: E=m*v. Training für Stimmenergie und Kommunikation. Hrsg.: Tomas Ondrusek. Urban Verlag, Trstenice 2002, ISBN 978-3-00-014287-1.

Fachartikel
- Jurij A. Wassiljew: Stimmlichkeit als Anregung des schauspielerischen Tönens. In: Hellmut K. Geissner (Hrsg.): Stimmen hören. Akademie für gesprochenes Wort. 2. Stuttgarter Stimmtage. Röhrig Universitätsverlag, St. Ingbert 2000, ISBN 3-86110-248-X, S. 301–304.
- Jurij A. Wassiljew: Empfindung - Bewegung - Tönen. In: Hellmut K. Geissner (Hrsg.): Stimmen hören. Akademie für gesprochenes Wort. 2. Stuttgarter Stimmtage. Röhrig Universitätsverlag, St. Ingbert 2000, ISBN 3-86110-248-X, S. 305–306.
- Jurij A. Wassilew: Stimmimprovisationen. Hrsg.: Hellmut K. Geissner. Stimmen hören, 2. Stuttgarter Stimmtage. Röhrig Universitätsverlag, St. Ingbert 2000, ISBN 3-86110-248-X, S. 307–308.
- Jurij Wassiljew: Stimm-Empfindung. In: Hellmut K. Geissner (Hrsg.): Stimmkulturen. Akademie für gesprochenes Wort. 3. Stuttgarter Stimmtage 2000. Röhrig Universitätsverlag, St. Ingbert 2002, ISBN 3-86110-308-7, S. 281–284.
- Jurij A. Vasiljev: Die handelnde Stimme. In: Hellmut K. Geissner (Hrsg.): Das Phänomen Stimme in Kunst, Wissenschaft, Wirtschaft. Akademie für gesprochenes Wort. 4. Stuttgarter Stimmtage. Röhrig Universitätsverlag, St. Ingbert 2004, ISBN 3-86110-362-1, S. 251–256.
- Jurij A. Vasiljev, Larissa Schatik: Der handelnde Atem. In: Thomas Kopfermann (Hrsg.): Das Phänomen Stimme - Imitation und Identität. Akademie für gesprochenes Wort. 5. Internationale Stuttgarter Stimmtage. Röhrig Universitätsverlag, St. Ingbert 2006, ISBN 3-86110-409-1, S. 251–254.
- Jurij A. Vasiljev, Larissa Schatik: Eigene und nicht-eigene Stimme. In: Thomas Kopfermann (Hrsg.): Das Phänomen Stimme - Imitation und Identität. Akademie für gesprochenes Wort. 5. Internationale Stuttgarter Stimmtage 2004. Röhrig Universitätsverlag, St. Ingbert 2006, ISBN 3-86110-409-1, S. 255–258.

## Auszeichnungen
- 2006: Mitglied der Russischen Akademie der Wissenschaften
- 2007: Verleihung des Titels verdienter Kunstschaffender der Russischen Föderation